# 金宝拉 (导演)
金宝拉（韓語：김보라，1981年11月3日—）是一位韩国新生代女导演。金宝拉毕业于东国大学电影系，随后于2017年离开韩国前往美国，在美国纽约哥伦比亚大学获得美术硕士学位(Master of Fine Arts)。电影《蜂鸟》是其首部剧情长篇，凭借该片金宝拉荣获40届青龙电影节最佳原创剧本，以及最佳新人导演提名 。

## 生平
她的毕业短片《竖笛考试》（The Recorder Exam）（2011）获得美国导演协会的东部地区最佳女学生电影制片人之后，她受到她自己童年时代的强烈启发开始着手她的处女作剧本。然后，她回到了韩国，并花了几年的时间在自己学习的大学里做讲座，以此作为回馈的方式。她的处女作《蜂鸟》（House of Hummingbird）在釜山国际电影节上获得了NETPAC奖和KNN观众奖。此后，这部电影获得了非常多的奖项，其中包括最著名的是14代国际影展大奖赛，获得了柏林国际电影节最佳电影奖。其他荣誉包括伊斯坦布尔电影节的大奖赛，翠贝卡电影节的最佳国际叙事长片，耶路撒冷电影节的最佳首演长片。在此之前，它还被选为IFP叙事实验室，并获得圣丹斯电影节的后期制作支持。
电影《蜂鸟》是导演金宝拉的第一部长篇，蜂鸟讲述90年代14岁的普通女孩恩熙的故事，导演通过恩熙的视角展现了青春期女孩细腻的感情。专访中金宝拉表示，她为这部电影的拍摄准备了6年时间，包括撰写剧本，以及选角等等。

## 作品目录
- 계속되는 이상한 여행 (2002, 短篇)[6]
- 빨간 구두 아가씨 (2003, 短篇)[來源請求]
- 《耳环》귀걸이 (2004, 短篇)[來源請求]
- 《竖笛考试》리코더 시험 (2011, 短篇)[來源請求]
- 《蜂鸟》(벌새) (2018，处女作)

## 获奖记录
| 颁奖礼                         | 奖项                                 | 引用         |
| ------------------------------ | ------------------------------------ | ------------ |
| 第39届韩国电影评论家协会奖     | 最佳新人导演                         | [ 7 ]        |
| 第63届BFI伦敦电影节            | 最佳处女作                           | [ 8 ]        |
| 第40届韩国电影青龙奖           | 最佳剧本 最佳新人导演提名            | [ 9 ] [ 10 ] |
| 第3屆馬來西亞國際電影節 金環獎 | 《蜂鳥》最佳導演 獲獎。最佳劇本 提名 |              |

## 外部連結
- 金宝拉在互联网电影资料库（IMDb）上的資料（英文）
- 金宝拉的Facebook專頁